# Tortella subflavovirens
Tortella subflavovirens là một loài rêu trong họ Pottiaceae. Loài này được Broth. & Watts mô tả khoa học đầu tiên năm 1911.